# Cinnamomum leptophyllum
Cinnamomum leptophyllum är en lagerväxtart som beskrevs av F. G. Lorea-hernandez. Cinnamomum leptophyllum ingår i släktet Cinnamomum och familjen lagerväxter. Inga underarter finns listade i Catalogue of Life.